# Pies, kot i...
『Pies, kot i...』（パイズ コット アイ）は、1972年から1976年にかけて放送されたポーランドのテレビアニメ。日本での放送が確認できておらず、邦題が不明。

## 概要
この作品は同じ家に住むネコとイヌの大冒険を描いている。イヌは家、ネコは屋根裏に住んでいる。

## キャラクター
ネコ
青い猫。貧乏ながら賢い。
イヌ
黄色いブルドッグ。とても裕福な生活をしている。

## エピソード
1. ...dom
2. ...telewizor
3. ...decybele
4. ...lodówka
5. ...magnetofon
6. ...odkurzacz
7. ...piecyk
8. ...ogródek
9. ...radio
10. ...ryby
11. ...pralka
12. ...samochód
13. ...fotoaparat
14. ...zagroda
15. ...zajazd
16. ...kuter
17. ...plecak
18. ...stacja benzynowa
19. ...latarnia morska
20. ...leśniczówka

## スタッフ
出典
- 脚本 - ローマン・フシュチョ、ヨランタ・カルチェフスカ
- 監督 - レゼック・ガレヴィッジ、ローマン・フシュチョ、ヤロスワフ・ヤクビエツ、レゼック・コモロフスキー、ピョートル・パヴェル・ルツィン、アリーナ・マリシェフスカ、ボグダン・ノウィッキー、ゾフィア・オラチェスカ、ヤン・シューピク、ステファン・シュワコフ